# Élections sénatoriales de 2004 dans l'Yonne
Les élections sénatoriales dans l'Yonne ont eu lieu le dimanche 26 septembre 2004. Elles ont eu pour but d'élire les sénateurs représentant le département au Sénat pour un mandat de dix années.

## Contexte départemental
Lors des élections sénatoriales du 24 septembre 1995 dans l'Yonne, deux sénateurs UDF ont été élus, Serge Franchis et Henri de Raincourt.
Depuis, tous les effectifs du collège électoral des grands électeurs ont été renouvelés, avec les élections législatives françaises de 2002, les élections régionales françaises de 2004, les élections cantonales de 2001 et 2004 et les élections municipales françaises de 2001. 

## Sénateurs sortants
| Sénateur | Sénateur           | Parti | Fonctions lors de l'élection en 1995                                    |
| -------- | ------------------ | ----- | ----------------------------------------------------------------------- |
|          | Serge Franchis     | UMP   | Conseiller général, ancien député                                       |
|          | Henri de Raincourt | UMP   | Sénateur sortant, président du conseil général, maire de Saint-Valérien |

## Présentation des candidats et des suppléants
Les nouveaux représentants sont élus pour une législature de 10 ans au suffrage universel indirect par les 1067 grands électeurs du département. Dans l'Yonne, les sénateurs sont élus au scrutin majoritaire à deux tours. Leur nombre reste inchangé, 2 sénateurs sont à élire. Ils sont 11 candidats dans le département, chacun avec un suppléant.
| T/S | Candidats | Candidats          | Parti | Principale fonction                                                                    |
| --- | --------- | ------------------ | ----- | -------------------------------------------------------------------------------------- |
| T   |           | Hélène Brun        | PCF   |                                                                                        |
| S   |           |                    | PCF   |                                                                                        |
| T   |           | Guy Fromentin      | PCF   |                                                                                        |
| S   |           |                    | PCF   |                                                                                        |
| T   |           | Jacques Hojlo      | PS    |                                                                                        |
| S   |           |                    | PS    |                                                                                        |
| T   |           | Philippe Pouplet   | PS    |                                                                                        |
| S   |           |                    | PS    |                                                                                        |
| T   |           | Guy Bourras        | UDF   |                                                                                        |
| S   |           |                    | UDF   |                                                                                        |
| T   |           | Henri de Raincourt | UMP   | Sénateur sortant, président du conseil général, conseiller municipal de Saint-Valérien |
| S   |           | André Villiers     | UDF   | Conseiller général, maire de Pierre-Perthuis                                           |
| T   |           | Pierre Bordier     | UMP   | Conseiller général, maire de Saint-Fargeau                                             |
| S   |           |                    | UMP   |                                                                                        |
| T   |           | Alain Drouhin      | UMP   |                                                                                        |
| S   |           |                    | UMP   |                                                                                        |
| T   |           | Serge Franchis     | UMP   | Sénateur sortant, conseiller général                                                   |
| S   |           |                    | UMP   |                                                                                        |
| T   |           | Édouard Ferrand    | FN    | Conseiller municipal de Sens                                                           |
| S   |           |                    | FN    |                                                                                        |
| T   |           | Claude Moreau      | MNR   |                                                                                        |
| S   |           |                    | MNR   |                                                                                        |

## Résultats
| Candidat et parti politique | Candidat et parti politique | Candidat et parti politique | Premier tour | Premier tour | Second tour | Second tour |
| Candidat et parti politique | Candidat et parti politique | Candidat et parti politique | Voix         | %            | Voix        | %           |
| --------------------------- | --------------------------- | --------------------------- | ------------ | ------------ | ----------- | ----------- |
|                             | Henri de Raincourt          | UMP                         | 629          | 60,54        |             |             |
|                             | Pierre Bordier              | UMP                         | 375          | 36,09        | 410         | 40,12       |
|                             | Jacques Hojlo               | PS                          | 231          | 22,23        | 296         | 28,96       |
|                             | Serge Franchis              | UMP                         | 211          | 20,31        | 316         | 30,92       |
|                             | Guy Bourras                 | UDF                         | 133          | 12,80        | Retrait     | Retrait     |
|                             | Alain Drouhin               | UMP                         | 129          | 12,42        | Retrait     | Retrait     |
|                             | Philippe Pouplet            | PS                          | 119          | 11,45        | Retrait     | Retrait     |
|                             | Hélène Brun                 | PCF                         | 59           | 5,68         | Retrait     | Retrait     |
|                             | Guy Fromentin               | PCF                         | 52           | 5,00         | Retrait     | Retrait     |
|                             | Édouard Ferrand             | FN                          | 13           | 1,25         | Retrait     | Retrait     |
|                             | Claude Moreau               | DIV                         | 5            | 0,48         | Retrait     | Retrait     |
|                             |                             |                             |              |              |             |             |
| Inscrits                    | Inscrits                    | Inscrits                    | 1 067        | 100,00       | 1 067       | 100,00      |
| Abstentions                 | Abstentions                 | Abstentions                 | 11           | 1,03         | 6           | 0,56        |
| Votants                     | Votants                     | Votants                     | 1 056        | 98,97        | 1 061       | 99,44       |
| Blancs et nuls              | Blancs et nuls              | Blancs et nuls              | 17           | 1,61         | 39          | 3,68        |
| Exprimés                    | Exprimés                    | Exprimés                    | 1 039        | 98,39        | 1 022       | 96,32       |